# Édition (biologie)
Pour les articles homonymes, voir Édition (homonymie).
L'édition est une modification post-transcriptionnelle des ARN changeant la séquence codante existant au niveau de l'ADN. Elle peut se dérouler pendant la transcription ou de manière post-transcriptionnelle. Ce terme recouvre trois événements différents : l'addition de nucléotide(s), le remplacement d'une base ou la modification d'une base au niveau de l'ARN. Le processus d'édition a été  découvert initialement chez les mitochondries des trypanosomes.

## Définition
L'édition est un phénomène biologique qui permet à la cellule de modifier la séquence de l'ARNm après la transcription.
La séquence polypeptidique qui résultera de la traduction de cet ARNm ne correspond donc pas à la séquence exacte du gène correspondant. C'est une forme de régulation post-transcriptionnelle, ou de maturation de l'ARN.

## Historique
Le processus de correction a d’abord été observé sur les ARN, en 1986 chez des organismes unicellulaires flagellés, les trypanosomes. Selon C.Marchand (2009)  « on définit par édition des ARN, l’ensemble des processus qui produisent des transcrits dont la séquence et l'information sont différentes de celles portées par le gène correspondant. Ces altérations peuvent être des insertions/délétions de bases ou des modifications de bases par désamination. Elles peuvent conduire à des changements d’acides aminés, la création de codons d’initiation ou de terminaison de la traduction, la création de nouveaux cadres de lecture. L’édition peut aussi influer sur la maturation ou l’épissage des ARN. Cette découverte du processus d’édition des ARN a été fondamentale, dans la mesure où elle a remis en question le dogme selon lequel l’information contenue dans le génome est transmise de manière linéaire jusqu’aux protéines ».
Le même processus a été découvert plus récemment dans les ADN, y compris chez l’homme où une famille d’enzymes dits APOBEC3, peut modifier l’ADN (par désamination, observée tant sur les ARN que sur les ADN).
Ces enzymes sont donc mutagènes et en tant que tels sont un danger pour la cellule, mais le processus - tant qu’il est contrôlé par l’organisme - semble être l’un des mécanismes de défense cellulaire : selon Harris et al. (2002) et Petersen-Mahrt & Neuberger, 2003, il permet d’éviter l’invasion du génome humain par des gènes exogènes. L’enzyme n’agit pas seul mais avec l’aide d’une ou plusieurs protéines qui l’aident à cibler le point de l’ADN où il agira (« l’ensemble formant un complexe appelé éditosome ».

## Modification de base

### Adénosine en Inosine
L'édition est effectuée par une enzyme nommée "Adenosine Deaminase Acting on RNA"  (ADAR). Cette famille de protéine, recouvrant ADAR1, ADAR2 et ADAR3 agit sur les ARN double brin en forme d'épingle à cheveux, en transformant l'adénine (A) en Inosine (I). L'inosine n'est pas une base classique, elle sera reconnue comme un G par la machinerie cellulaire (régulation post-trancriptionnelle, traduction, etc). 

### Cytidine en Uridine
Ce type d'édition des ARN se caractérise par la modification de cytosine (C) en uracile (U) dans la séquence de l'ARN. L'édition C vers U est présente dans les différents compartiments subcellulaires exprimant un génome (Noyau, Mitochondries, Chloroplastes). Également elle est retrouvée dans différents clades. Étonnamment, l'édition C vers U est effectuée par des mécanismes moléculaires différents d'un clade à un autre.

#### Chez les mammifères
Mis en évidence pour la première fois en 1987,, l'édition d'un codon CAA (Q, Glutamine) en codon UAA (Stop) de l'ARNm de ApoB (dans le noyau) permet l'obtention de deux protéines : ApoB100 (dans le foie) et ApoB48 (dans l'intestin) plus courte. Le complexe protéique réalisant cette réaction d'édition est composé deux protéines : une cytidine désaminase (Apobec-1) et un co-facteur liant l'ARN (ACF, Apobec-1 complementation factor).

#### Chez les plantes terrestres
Chez les plantes terrestres, l'édition C vers U n'est retrouvée que dans les organites à génome (Chloroplastes et Mitochondries). Découvert en 1989 dans la mitochondrie du blé, et d'Oenothera. Puis en 1991 dans le chloroplaste du maïs. C'est dans ce groupe qu'on retrouve le plus grand nombre de sites d'édition (i.e. de Cytosines éditées), l'espèce modèle Arabidopsis thaliana possède plus de 40 sites chloroplastiques et plus de 600 sites mitochondriales. Le complexe protéique effectuant l'édition dans les organites des plantes terrestres (ou "editosome") est composée de nombreux acteurs, comme les protéines à motifs PPR, les protéines MORF/RIP, les protéines ORRM,. Le plus remarquable dans cet éditosome est sa grande flexibilité de composition. En effet, en fonction du site d'édition, les protéines requises sont différentes. Les protéines à motifs PPR jouent le rôle de facteurs de spécificités en se liant à l'ARN, les autres (MORF/RIP, ORRM) sont des co-facteurs plus généraux (participant à l'édition de nombreux sites) dont la fonction n'est pas encore très bien comprise. L'enzyme catalysant cette réaction demeure inconnue mais de nombreux travaux, se basant sur la phylogénie et l'étude de mutants, suggèrent que c'est le domaine DYW porté par certaines protéines PPR qui joue ce rôle,,,.

### Uridine vers Cytidine
L'enzyme uripidique va changer ce nucléotide U en C après la transcription.

## Exemples
- Édition entre l'ApoB100 et l'ApoB48